# سالوك السفلى (بشت أربابا)
سالوك السفلى (بالفارسية: سالوک سفلی) هي قرية تقع في إيران في قسم بشت أربابا الريفي. يقدر عدد سكانها بـ 99 نسمة بحسب إحصاء 2016.